# Völkerschlachtdenkmal (Micheln)

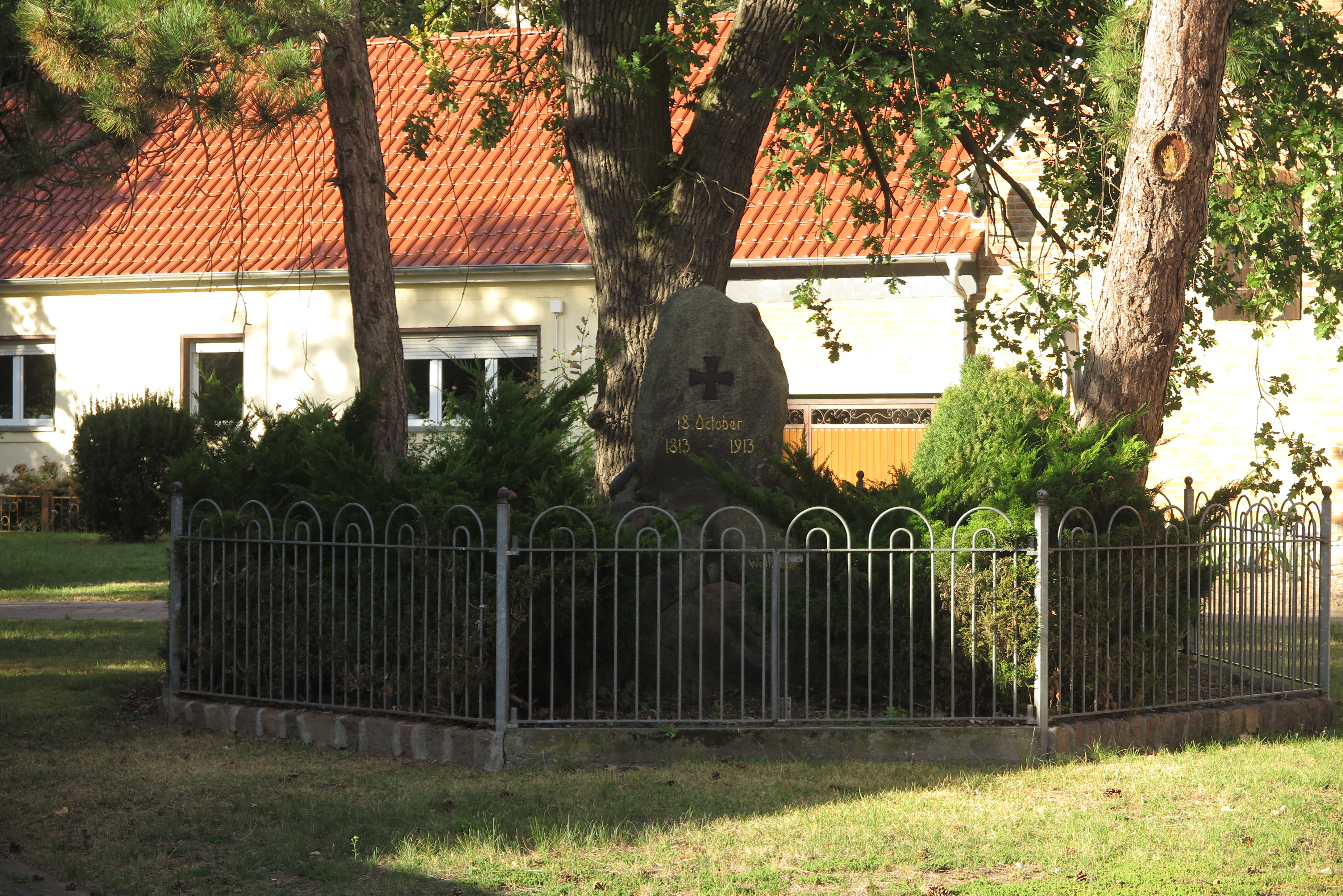
Ansicht von Nordosten

Das Völkerschlachtdenkmal von Micheln ist ein Gedenkstein in der Einheitsgemeinde Osternienburger Land im Landkreis Anhalt-Bitterfeld in Sachsen-Anhalt. Das Kleindenkmal steht unter Denkmalschutz und ist im Denkmalverzeichnis mit der Erfassungsnummer 094 70318 als Baudenkmal eingetragen.

## Lage
Auf dem Dorfplatz von Micheln in der Nähe der Kirche steht das Denkmal unter Bäumen.

## Geschichte
Im Jahr 1913 jährte sich die Völkerschlacht bei Leipzig zum 100. Mal. Das nahe gelegene Anhalt war an dieser Schlacht zwar nicht direkt beteiligt, wurde aber im Jahr 1813 besonders stark von Truppenbewegungen aller Hauptparteien (Frankreich, Russland, Preußen) frequentiert, die sich in großen Mengen einquartieren ließen. Daher wurde der Sieg als Erleichterung empfunden, denn fortan kamen die Franzosen nicht mehr nach Mitteldeutschland. Wohl deshalb entstanden relativ viele Denkmäler in den anhaltischen Landen.

## Gestalt und Inschriften
Häufig ähneln sich diese Gedenkanlagen optisch. In Micheln entschied man sich für den typischen Steinhaufen, bekrönt von einem Inschriftstein, vermutlich ein Findling, auf dem unterhalb des Eisernen Kreuzes 18. October 1813–1913 steht. Eingefasst ist die Anlage von einem ebenfalls häufiger zu beobachtenden achteckigen Zaun (Meilendorf, Wulfen). Da sie keine Gefallenen nennen, zählen die Völkerschlachtdenkmäler zum Grenzbereich der Kriegerdenkmäler. Zu einem solchen wird das Denkmal aber umso mehr, da es später um eine zweite Inschrift erweitert wurde: Wir ehren die Gefallenen des I. und II. Weltkrieges. Die Inschrift ist insofern ungewöhnlich, da es ein separates Kriegerdenkmal für den Ersten Weltkrieg im Ort gibt. Die Inschrift auf einem der unteren Steine entstand offensichtlich erst nach dem Jahr 1989, da sie zuvor undenkbar gewesen wäre.